# Carl Krebs
Carl August Krebs (Nuremberg, 1804 - Dresden, 1880) fou un compositor i director d'orquestra alemany.
Havent quedat orfe molt infant fou adoptat pel seu familiar, el cantat Krebs, que l'instruí esmerçadament al piano, i als set anys gosà compondre una òpera amb llibre de Kotzebue. Eixamplant amb el temps els seus horitzons artístics, s'encaminà a Viena el 1825, i allà es donà conèixer per una simfonia, que fou molt aplaudida.
Al cap d'algun temps, assolí la plaça de director d'orquestra de l'Òpera de la cort. El nou teatre d'Hamburg l'anomenà el 1827 mestre de capella, i el 1830 passà a Dresden, amb un càrrec semblant, i va romandre allà fins a la seva mort.
Les seves principals composicions consisteixen en òperes, simfonies i misses, alguns fragments per a piano i forces lieder, alguns molt populars.